# Kora Knühmann
Kora Knühmann (* 16. Oktober 1983 in Oberhausen) ist eine ehemalige deutsche Karateka und sie war Weltmeisterin der WKF.

## Sportliche Laufbahn
Kora Knühmann fing 1987 mit vier Jahren mit dem Karate an. Nach der Berufung in die Landesauswahl Nordrhein-Westfalens folgte 1998 die Aufnahme in den deutschen Nationalkader. Insgesamt war Knühmann dreifache Weltmeisterin, siebenfache Europameisterin und 16-fache Deutsche Meisterin. Bei den World Games in Duisburg errang sie 2005 die Bronzemedaille. Des Weiteren wurde ihr im selben Jahr für ihre sportlichen Leistungen das Silberne Lorbeerblatt durch den damaligen Bundesinnenminister Wolfgang Schäuble verliehen. 2008 trat sie vom Karate-Leistungssport zurück, nachdem sie ihre größten sportlichen Erfolge unter Bundestrainer Toni Dietl erzielte.

## Beruflicher Werdegang
Nach Erreichen der allgemeinen Hochschulreife war Kora Knühmann von 2003 bis 2006 in der Sportfördergruppe der Bundeswehr. Es folgte ein Studium der Sportwissenschaften mit dem Schwerpunkt Medien und Kommunikation an der Deutschen Sporthochschule Köln, welches sie 2010 mit Diplom abschloss.

## Sportliche Erfolge
Weltmeisterschaften
- 2008 Team-Weltmeisterin in Tokio, Japan, Kumite
- 2008 Vize-Weltmeisterin in Tokio, Japan, Kumite -53 kg
- 2006 3. Platz Junioren-Weltmeisterschaft in Tampere, Finnland, Kumite -53 kg
- 2005 3. Platz World Games in Duisburg, Kumite -53 kg
- 2004 3. Platz Junioren-Weltmeisterschaft in Monterrey, Mexico, Kumite -53 kg
- 2004 3. Platz Junioren-Weltmeisterschaft in Monterrey, Mexico, Kumite Team
- 2003 Team-Weltmeisterin, Kumite Junioren
- 2003 3. Platz Junioren-Weltmeisterschaft in Marseille, Frankreich, Kumite -53 kg
- 2002 Einzel-Weltmeisterin in Madrid, Spanien, Kumite -53 kg

Europameisterschaften
- 2008 Europameisterin in Tallinn, Estland, Kumite -53 kg
- 2007 3. Platz Europameisterschaft in Bratislava, Slowakei, Kumite Team
- 2006 Team-Europameisterin in Stavanger, Norwegen, Kumite
- 2005 Europameisterin in Teneriffa, Spanien, Kumite -53 kg
- 2005 Vize-Team-Europameisterin in Teneriffa, Spanien, Kumite
- 2004 Europameisterin in Moskau, Russland, Kumite -53 kg
- 2004 3. Platz Junioren-Europameisterschaft in Rijeka, Kroatien, Kumite Team
- 2004 Vize-Junioren-Europameisterin in Rijeka, Kroatien, Kumite -53 kg
- 2003 Team-Europameisterin in Bremen, Kumite -53 kg
- 2003 3. Platz Europameisterschaft in Bremen, Kumite -53 kg
- 2003 Junioren-Europameisterin in Wroclaw, Polen, Kumite -53 kg
- 2002 Junioren-Europameisterin in Koblenz, Kumite -53 kg
- 2002 3. Platz Europameisterschaft in Tallinn, Estland, Kumite -53 kg

Deutsche Meisterschaften
- 1998–2008 Deutsche Meisterin, Kumite -53 kg, ungeschlagen von Jugend bis Leistungsklasse